# The Stone Roses
The Stone Roses (često samo Stone Roses) glazbeni je sastav osnovan 1985. godine u Manchesteru.
Njihov debitantski album iz 1989. godine, nazvan jednostavno The Stone Roses, smatra se jednim od najkvalitetnijih britanskih glazbenih izdanja u povijesti. Ugledni časopis NME stavlja ga na samo prvo mjesto, dok je na Pitchforku ocijenjen maksimalnom desetkom. Takav uspjeh utabao je put sličnim sastavima što naposljetku dovodi do stvaranja glazbenog žanra nazvanog „Madchester“, karakterističnog po jedinstvenoj mješavini indieja, psihodelije i plesne glazbe, kao i mnogobrojnim nastupima u legendarnom klubu Haçiendi. Stone Roses prestaju s radom 1996., dvije godine nakon izdanja drugog studijskog albuma Second Coming.

## Povijest
Ian Brown i John Squire upoznali su se u jednoj od gimnazija u Altrinchamu, gradiću blizu Manchestera. 1980. godine, ubrzo nakon završetka školovanja, osnivaju svoj prvi sastav i nazivaju ga The Patrol. Na nastupima u lokalnim klubovima svirali su isključivo obrade raznih uspješnica, iako su snimili demoalbum sastavljen od pjesama „Jail of the Assassin“, koju je otpjevao Brown, i „Too Many Tonnes“ s Andyjem Watkinsom kao pjevačem. Sastavu se priključio bubnjar Simon Woolstencroft, ali The Patrol ubrzo prestaje s radom. Brown i Squire zatim osnivaju English Rose, čije ime se mijenja u The Stone Roses.

### The Stone Roses
U dogovoru sa Squireom, Ian postavlja nadarenog Alana Wrena za bubnjara, Andyja Couzensa na ritam-gitaru i Petea Garnera za basista, što čini izvornu postavu sastava. 
1984. godine održavaju svoj prvi nastup u The Moonlight Clubu; Pete Townshend iz The Who kratko se pridružio sastavu na pozornici svirajući nekoliko pjesama. Već iduće godine, Howard Jones postaje menadžer sastava te, impresioniran vještinama ritam-sekcije i Brownovom karizmom usprkos nezavidnom glasu, ugovara četiri nastupa u Švedskoj. Povratak u Manchester i 1985. godina donijeli su i prve studijske uratke; The Stone Roses snimaju pjesme „So Young“ i „Tell Me“, no bez značajnijeg uspjeha. Zvuk sastava u početku je bliži punku i gothic rocku, ali početkom 1987. godine, pjesmom „Sally Cinnamon“, to se znatno mijenja i The Stone Roses prelaze na klasičan madchesterski zvuk.
Couzens krajem 1986. i Garner početkom 1987. godine napuštaju Stone Roses, nakon čega je sastavu pridružen novi basist, Gary „Mani“ Mountfield, što je označilo nastanak klasične postave s kojom Roses postižu najveće uspjehe. Iduće izdanje istaknulo je rastuće samopouzdanje među članovima nakon stjecanja vjernih obožavatelja; nazvano je „Elephant Stone“ i obilovalo je psihodelijom te plesnim ritmovima. Osim tog izdanja, The Stone Roses potpisuju ugovor s diskografskom kućom Silvertone Records u kojem se obvezuju na snimanje studijskog albuma, a novi menadžer sastava postaje Gareth Evans.

#### Prvi studijski album
Snimanje albuma jednostavno nazvanog The Stone Roses odvijalo se u sjevernolondonskom kompleksu Zorba's Studios, a nadgledao ga je John Leckie, ugledni i više puta nagrađivani glazbeni producent. Prve četiri pjesme („Made of Stone“, „I Wanna Be Adored“, „She Bangs the Drums“ i „Waterfall“) snimljene su za samo četiri dana, dok je preostalih sedam ubrzo završeno u obližnjem Konk Studios te gradiću Rockfieldu u Walesu. Pjesma „Fools[sic] Gold“ zasjela je na visoko osmo mjesto na britanskim glazbenim ljestvicama; taj uspjeh nadmašila je samo uspješnica „One Love“ dospjevši na četvrto mjesto, što je najviši plasman neke pjesme ovog sastava na službenim ljestvicama.
Kritika je prepoznala kvalitetu albuma dodijelivši mu gotovo isključivo izvrsne ocjene i recenzije, no Robert Christgau, američki kritičar, biva suzdržaniji od svojih prekooceanskih kolega davši albumu ocjenu B- uz komentar: „Što oni [The Stone Roses] rade bolje danas od Buffalo Springfielda i Byrdsa 1967.?“ Publika je također prihvatila album pa sastav održava koncert 1990. godine na Spike Islandu pred više od 27.000 ljudi, promovirajući tako svoje prvo studijsko ostvarenje. Usprkos lošoj organizaciji i primjetnim problemima s ozvučenjem, nastup je stekao legendarni status među obožavateljima.

### Razdoblje do drugog albuma
„One Love“ označila je prisilni četverogodišnji prekid izdavanja novog materijala uzrokovan dugom sudskom borbom s matičnom diskografskom kućom Silvertone Records. Sastav je ishodio prekid ugovora te 1991. godine prelazi pod kuću Geffen Records uz obećanu svotu od dva milijuna britanskih funti za izdanje idućeg studijskog albuma. Zbog Silvertoneovih (neuspješnih) žalbi na presudu, rad na albumu odgođen je na neodređeno vrijeme. Okončanjem višegodišnjeg povlačenja po sudovima, točnije u kolovozu 1993. godine, The Stone Roses kuju planove za novo ostvarenje, no usporavaju ih Brownovo očinstvo i smrti nekolicine ljudi bliskih sastavu. Krajem iste godine sele u Wales potpuno se posvetivši novom materijalu.
Second Coming napokon izlazi pred sam kraj 1994. u Ujedinjenom Kraljevstvu i početkom 1995. u SAD-u. Kritika je općenito bila suzdržanija s tim izdanjem, očekujući mnogo uvjerljivije ostvarenje nakon petogodišnje studijske i četverogodišnje stanke nastupa uživo, no album svejedno biva okarakteriziran kao pristojna potvrda glazbenog talenta Stone Roses. Utjecaj blues rocka s gitare Johna Squirea primjetan je povremeno na albumu, a svoj vrhunac doživljava u pjesmi „Love Spreads“. Izdanje Second Cominga označilo je, pokazat će vrijeme, početak kraja sastava.

### Raspad sastava
Bubnjar Alan „Reni“ Wren napustio je sastav u ožujku 1995. godine, a uskoro ga mijenja Robbie Maddix. Prvi klavijaturist u povijesti Stone Roses bio je Nigel Ippinson, mladi i talentirani glazbenik koji je svirao i za legendarni Orchestral Manoeuvres in the Dark (OMD). Usprkos ugovorenom nastupu na festivalu u Glastonburyju 1995., ozljeda gitarista Johna Squirea spriječila je čitav sastav u toj namjeri. Naposljetku ipak održavaju potpuno rasprodanu turneju po Otoku u studenom i prosincu 1995. godine.
1. travnja 1996. godine objavljeno je da Squire napušta sastav, a za njegovo mjesto ponudio se Slash, poznati gitarist kultnog sastava Guns N' Roses, no Ian Brown glatko ga odbija, za čim je kasnije priznao da žali. Za novog gitarista odabran je Aziz Ibrahim, no nakon samo šest mjeseci i dva očajna nastupa na festivalima u kolovozu iste godine Ian Brown raspušta The Stone Roses.

## Članovi
Klasična postava kojom su Roses zapamćeni u povijesti britanske glazbene scene, u kojoj su uostalom i uskrsnuli sastav, jest:
- Ian Brown - pjevač
- John Squire - gitarist
- Gary „Mani“ Mountfield - basist
- Alan „Reni“ Wren - bubnjar

Andy Couzens svirao je ritam-gitaru i bio prateći vokal do 1986., godinu kraće od basista Petea Garnera koji iz sastava odlazi 1987. i biva zamijenjen Manijem. Te promjene ostaju jedine dugi niz godina, odnosno do 1995. kad Robbie Maddix mijenja legendarnog Manija na bubnjevima, a Nigel Ippinson ulazi kao klavijaturist i prateći vokal. Posljednja promjena označila je dolazak Aziza Ibrahima umjesto Johna Squirea 1996., no The Stone Roses raspadaju se iste godine.

### Razvoj karijera između dva okupljanja
Ian Brown pokrenuo je uspješnu samostalnu karijeru pjevača izdavši šest studijskih albuma, od kojih je posljednji, My Way, izašao 2009.
John Squire osnovao je sastav The Seahorses, ali brzo nakon njegovog raspada, 1999. godine, posvetio se karijeri slikara. Nije imao namjeru vraćati se u svijet glazbe.
Gary Mountfield ostao je aktivan na glazbenoj sceni kao basist poznatih Primal Scream i glazbenog projekta Freebass u kojem sviraju i Andy Rourke iz The Smiths te Peter Hook iz ugaslih Joy Division.
Alan Wren, jedan od najtalentiranijih bubnjara današnjice, nastavio je karijeru i nakon raspada The Stone Roses, ali bez većih uspjeha.

## Vanjske poveznice
- Službene stranice sastava